# Lince-euroasiático

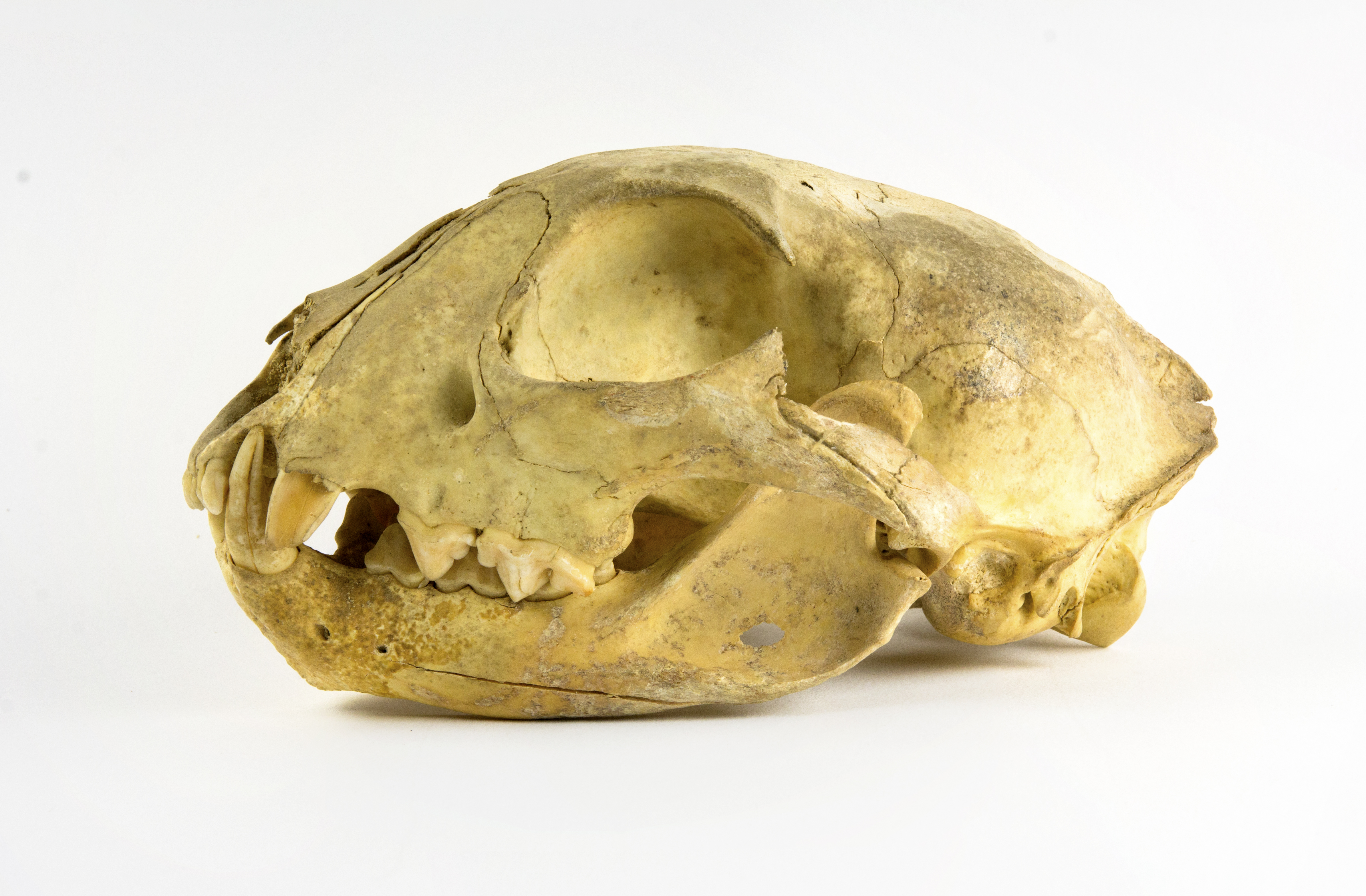
Lynx lynx - MHNT

O lince-euroasiático (também grafado lince-euro-asiático) ou lince-europeu (Lynx lynx) é um felino de tamanho médio, nativo nas florestas da Europa e da Sibéria, onde é um dos predadores cujas principais caças variam de uma lebre a um veado adulto. O lince euroasiático é o maior do linces, variando de 80 a 130 cm de pé. Os machos geralmente pesam entre 18 a 30 kg e as fêmeas pesam 18,1 kg em média. Tem de cinza a um avermelhado como cor do seu pelo, sendo presente manchas negras características. O padrão do pelo é variável; linces com o pelo fortemente manchado podem existir perto de linces com pelo sem manchas. O lince é essencialmente um animal noturno e vive sozinho quando adulto. Além disso, os sons que ele produz são muito calmos e raras vezes pode ser ouvido, de modo que sua presença em uma área pode passar despercebida durante anos. Restos de presas ou marcas na neve são geralmente observadas muito antes de o animal ser visto.
Suécia

Na Suécia existem uns 1 020 linces. É uma espécie protegida (fridlyst).

A sua alimentação está sobretudo baseada na lebre, podendo ainda entrar na sua dieta animais como aves florestais, corças, renas mansas, microtus e lêmingues.